# Füzér
Füzér – wieś i gmina w północno-wschodniej części Węgier, w pobliżu miasta Sátoraljaújhely.
Miejscowość leży w górach Tokajsko-Slańskich (Zempléni), będących częścią Średniogórza Północnowęgierskiego, w pobliżu granicy ze Słowacją.
Administracyjnie gmina należy do powiatu Sátoraljaújhely, wchodzącego w skład komitatu Borsod-Abaúj-Zemplén i jest jedną z jego 19 gmin.
Gmina zajmuje obszar 37,5 km², a na jej terenie znajdują się ruiny zamku z XIII w.

## Linki zewnętrzne

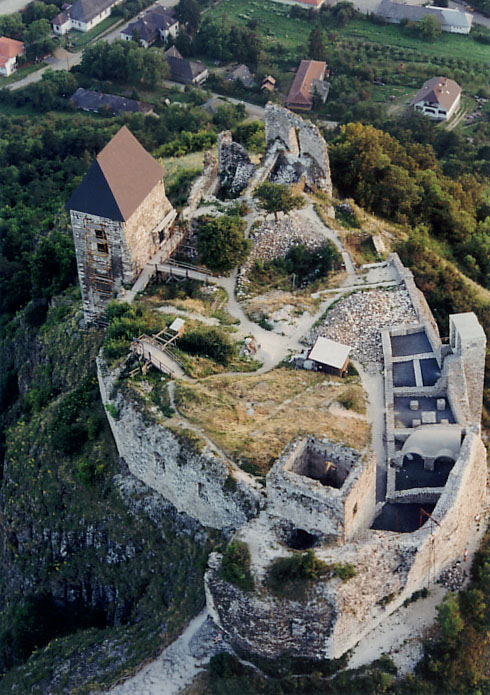
ruiny zamku w Füzér

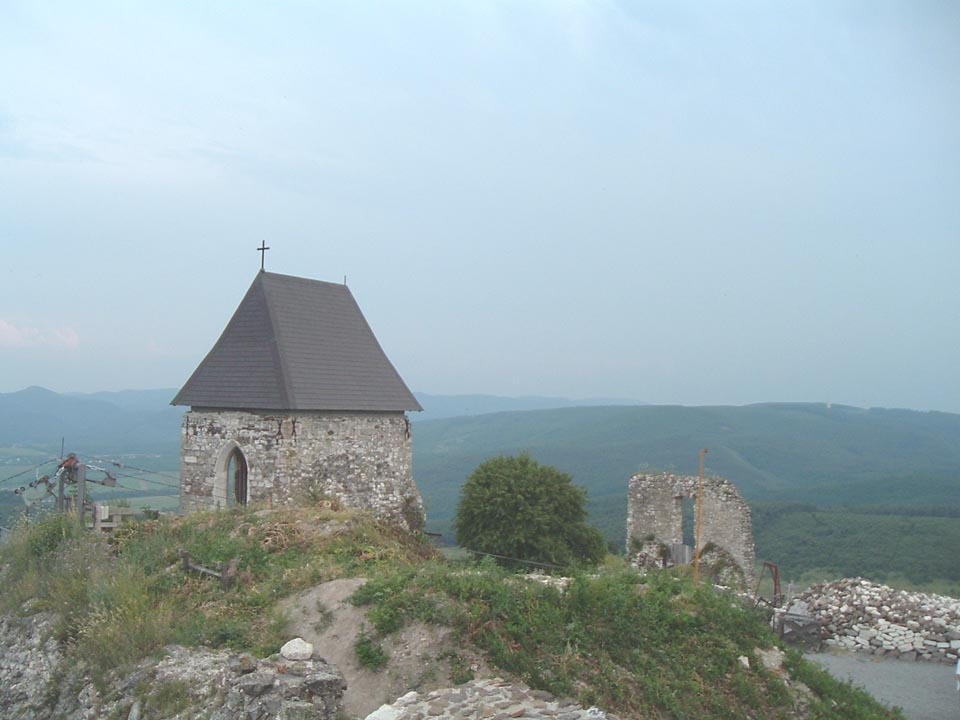
kaplica zamkowa

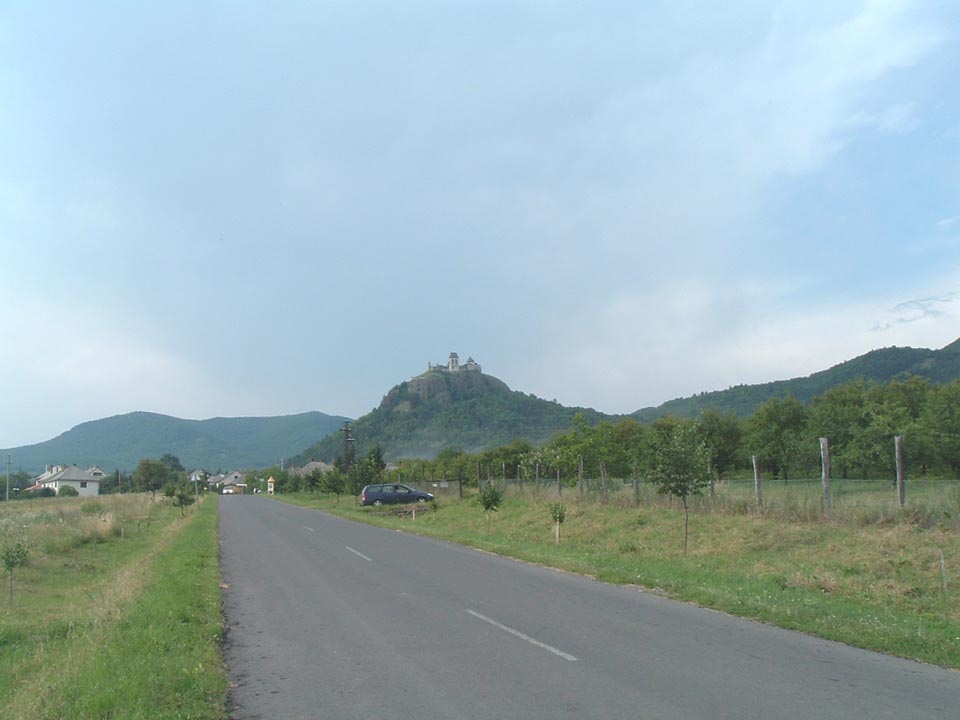
Füzér